# 龙泉寺 (纽约)
龙泉寺（英語：Dragon Springs Temple），是位于纽约上州雄格姆嶺山麓中的法轮功佛寺，地處鹿苑镇與希望山交界。法轮功创始人李洪志将龙泉寺视为法轮功祖廷，李洪志本人也居住在龙泉寺内。至今龙泉寺內已经建造了大量中国传统风格的庙、塔、坛等建筑，寺院主要作为纽约神韵艺术团的培训基地以及飞天艺术学院校区。龙泉寺也被外界视为法轮功在美国的和平避难所，是法轮功信仰的聖地。

## 地理環境
龙泉寺坐落於曼哈顿以北约两小时车程的雄格姆嶺上。寺院位於纽约州鹿苑镇，靠近奥兰治县杰维斯港以北的卡德巴克维尔村庄，東連希望山，西側、北側以内弗辛克河、巴舍溪為界。 龍泉寺占地427英亩（1.73平方公里），寺院內有一湖泊，周圍山巒環繞，寺院注册所属为龙泉佛学公司，是纽约神韵艺术团总部所在地，神韵演员以及飞天艺术学院学员在寺院里学习、排练和生活。。鹿苑镇及其周边城镇成为很多法轮功追随者的居住地。

## 建築
龍泉寺的中心是一系列按照唐代传统建造的佛教寺院建築群。唐朝统治时期为公元七世纪至十世紀，通常被認為是中國文化的黄金時代。龍泉寺的建築按照唐代理念設計建造，将人工与自然融为一体，是少有的以純正的唐代方法與唐代風格營建的寺庙，在這些宏偉的全木結構建築中中幾乎找不到一个螺絲、釘子或金屬接頭。寺院營造的方方面面都建立於寧靜和冥想的基礎上。

## 活动
龙泉寺仍在继续建造传统的佛教建筑。寺院内有一所艺术学院，一所中学。神韵艺术团从一个发展到目前的七个团，相关教学的配套设施以及必要的生活设施也在不断建造中。艺术团成员通常每年都有演出安排，在美国各州以及世界各地巡回演出。在飞天艺术学院学员没有演出的开学时期，学员们都在龙泉学习和排练。 龙泉佛教公司的宗教性质，使它享有与美国其他宗教团体同等的免税以及受保护的隐私权。